# Frédéric Motte
Pour les articles homonymes, voir Motte.
Frédéric Motte, né le 31 juillet 1964 à Armentières (Nord), est un industriel français.

## Biographie
Frédéric Motte est né le 31 juillet 1964. Il est marié et a deux filles.
Co-créateur-dirigeant d'un groupe fédérant 12 PMI sur 17 sites industriels de 10 à 130 personnes pour un total de près de 400 collaborateurs. Il est également maire honoraire de Beaucamps-Ligny (3 mandats de 1995 à 2014).
De 2007 à 2013 il présidera durant 2 mandat le CESER (conseil économique social et environnemental du Nord Pas de Calais)
En janvier 2014, il devient le président du Medef Nord Pas-de-Calais et Lille Métropole à Marcq-en-Barœul. Il prend la présidence du Campus Patronal d’Entreprises et Cités à Marcq-en-Barœul qu’il transmettra à Pascal Boulanger à la fin de 2016 lors de sa transformation en fonds de dotation.
En 2015, il est nommé par le conseil exécutif Vice-Président Délégué du Medef national et président du pôle Adhérents (branches-mandats-territoires).
En 2016, il est élu président du MEDEF Hauts-de-France.
Il présente en décembre 2017 sa candidature à la succession de Pierre Gattaz à la présidence du Medef,.
En avril 2019, il relance avec sa famille la Brasserie Motte-Cordonnier à Armentières - la plus ancienne des Hauts-de-France. En avril 2021, il passe le flambeau à Henry Motte, l'ainé de la 10e génération de brasseurs.
En juillet 2021, il est élu conseiller régional des Hauts de France sur la liste de Xavier Bertrand - Au sein de l'exécutif, il est délégué à la transformation économique et Président de la Mission REV3 (la transformation énergétique, économique et écologique).